# Desognaphosa tyson
Desognaphosa tyson is een spinnensoort uit de familie Trochanteriidae. De soort komt voor in Queensland.